# Senzor

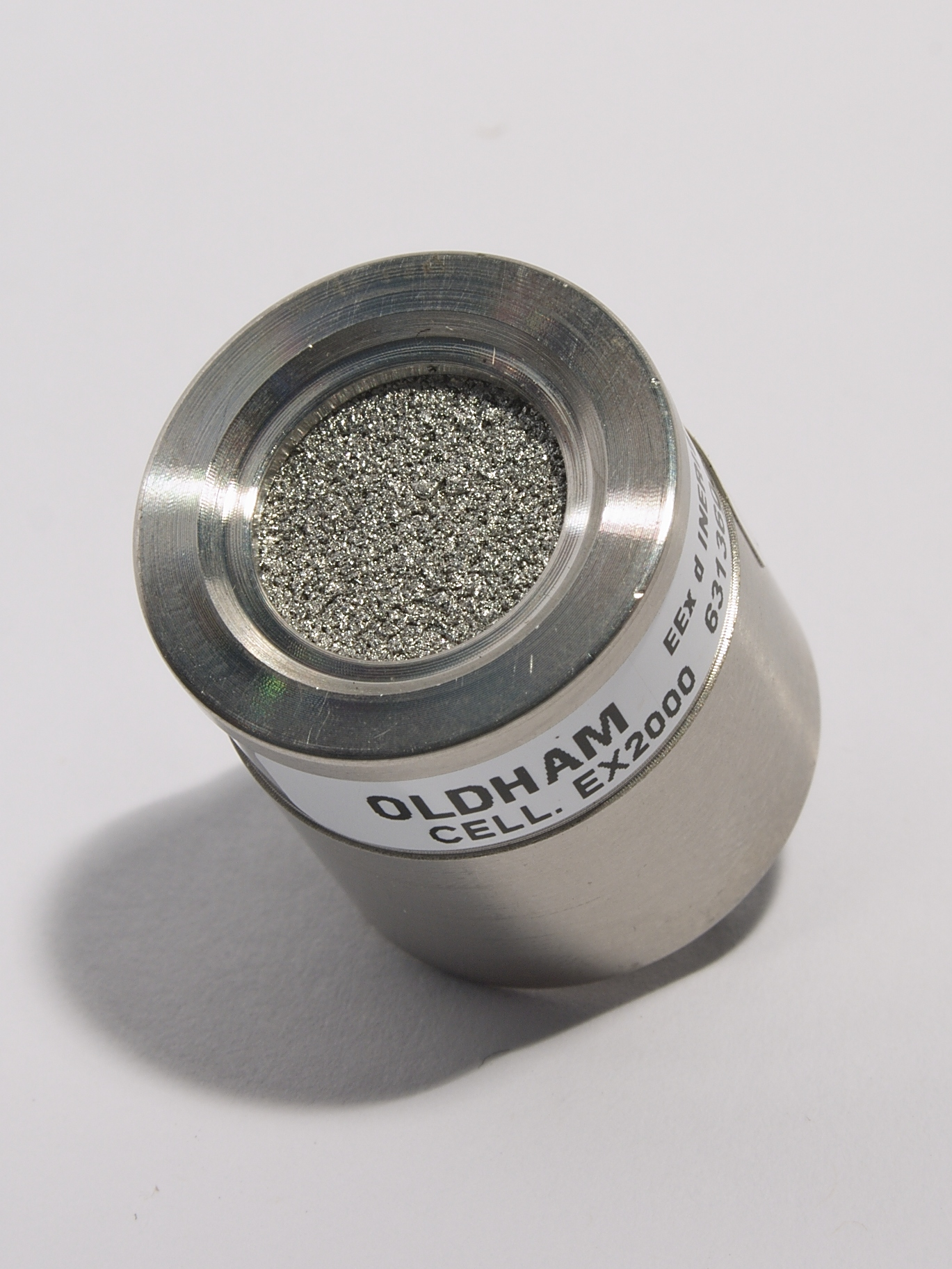
Senzor care detectează gazul metan

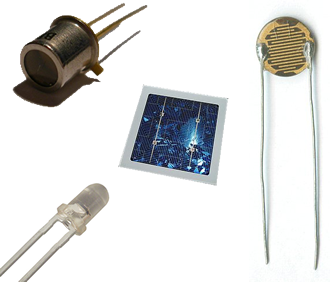
Diverși senzori

Senzorul este un dispozitiv tehnic care reacționează calitativ sau cantitativ prin proprii mărimi măsurabile, la anumite proprietăți fizice sau chimice ale mediului din preajma lui. 
Ca parte componentă a unui aparat sau sistem tehnic detector poate măsura/înregistra de exemplu presiunea, umiditatea, câmpul magnetic, accelerația, forța, intensitatea sonoră, radiații ș.a. Provine din latină: sensus = simț.
Senzorul este un dispozitiv care măsoară o mărime fizică (masă, presiune, temperatură, umiditate etc.) și o transformă într-un semnal care poate fi citit de către un observator printr-un instrument sau poate fi prelucrat.
Exista mai multe clasificări; una dintre ele se referă la senzori de tip:
1. Activ: consumator de energie, de exemplu radar (măsurarea distanțelor prin emitere de radiații  electromagnetice)
2. Pasiv: de exemplu fotorezistența cu care se poate măsura intensitatea luminii incidente.

În automatizare, informația calitativă/cantitativa măsurabilă livrată de senzori, dupa o eventuală amplificare și prelucrare servește la controlul și reglarea sistemelor tehnice automate.